# 環球度假区駅
環球度假区駅（かんきゅうどかく-えき、ユニバーサル・リゾート駅）とは中華人民共和国北京市通州区に位置する北京地下鉄7号線および八通線の駅である。

## 駅名の由来
駅は通州区張家湾鎮大高力荘村にあり、ユニバーサル・北京・リゾートの南東側の緑地にあり、東西方向に沿って配置されている。ユニバーサル・北京・リゾートにちなんで名付けらた。

## 駅構造
島式ホーム2面4線を有する地下駅。

## 駅周辺
- ユニバーサル・北京・リゾート（駅名の由来）
  - ユニバーサル・シティウォーク・北京
  - ユニバーサル・スタジオ・北京

## 歴史
- 2021年8月26日 - 開業。

## 隣の駅
北京地下鉄
■7号線
花荘駅 - 環球度假区駅
■八通線
花荘駅 - 環球度假区駅